# Lebanon (Nebraska)
Lebanon és una població dels Estats Units a l'estat de Nebraska. Segons el cens del 2000 tenia 70 habitants.

## Demografia
Segons el cens del 2000, Lebanon tenia 70 habitants, 34 habitatges, i 21 famílies. La densitat de població era de 168,9 habitants per km².
Dels 34 habitatges en un 20,6% hi vivien nens de menys de 18 anys, en un 58,8% hi vivien parelles casades, en un 0% dones solteres, i en un 35,3% no eren unitats familiars. En el 35,3% dels habitatges hi vivien persones soles el 26,5% de les quals corresponia a persones de 65 anys o més que vivien soles. El nombre mitjà de persones vivint en cada habitatge era de 2,06 i el nombre mitjà de persones que vivien en cada família era de 2,59.
Per edats la població es repartia de la següent manera: un 20% tenia menys de 18 anys, un 7,1% entre 18 i 24, un 21,4% entre 25 i 44, un 24,3% de 45 a 60 i un 27,1% 65 anys o més.
L'edat mediana era de 47 anys. Per cada 100 dones de 18 o més anys hi havia 100 homes.
La renda mediana per habitatge era de 19.688 $ i la renda mediana per família de 30.833 $. Els homes tenien una renda mediana de 33.750 $ mentre que les dones 8.125 $. La renda per capita de la població era de 15.406 $. Aproximadament el 16,7% de les famílies i el 25,9% de la població estaven per davall del llindar de pobresa.

## Poblacions més properes
El següent diagrama mostra les poblacions més properes.